# Araniella jilinensis
Araniella jilinensis är en spindelart som beskrevs av Yin och Zhu 1994. Araniella jilinensis ingår i släktet Araniella och familjen hjulspindlar. Inga underarter finns listade i Catalogue of Life.